# الدوري الجنوبي لكرة القدم 2008–09
الدوري الجنوبي لكرة القدم 2008–09 (بالإنجليزية: 2008–09 Southern Football League)‏ هو موسم من الدوري الجنوبي الممتاز. فاز فيه نادي كوربي تاون.